# Lucia Bronzetti
Lucia Bronzetti (* 10. Dezember 1998 in Rimini) ist eine italienische Tennisspielerin.

## Karriere
Bronzetti, die im Alter von zehn Jahren mit dem Tennissport begann, debütierte 2013 auf dem ITF Women’s Circuit und gewann dort 2016 ihren ersten Profititel. Bei den Mittelmeerspielen 2018 unterlag sie im Dameneinzel im Spiel um Platz drei Veronika Erjavec mit 6:2, 4:6 und 3:6. Im Doppel erreichte sie mit ihrer Partnerin Lucrezia Stefanini das Viertelfinale.
2021 erhielt Bronzetti aufgrund anhaltend guter Leistungen auf dem ITF Circuit eine Wildcard für die Qualifikation beim Premier-5-Turnier in Rom; sie gab dort ihr Debüt auf der WTA Tour, schied jedoch in der ersten Runde aus. In Lausanne qualifizierte sie sich anschließend erstmals für die Hauptrunde eines WTA-Turniers und kam auf Anhieb bis ins Viertelfinale. Auch in Palermo, wo sie erneut mit einer Wildcard am Start war, erreichte sie die Runde der besten Acht. Bei den US Open trat sie erstmals in der Qualifikation für ein Grand-Slam-Turnier an, verlor jedoch in der ersten Runde.
Bei den Australian Open gelang Bronzetti zu Beginn 2022 dann der erstmalige Sprung in ein Grand-Slam-Hauptfeld. Durch einen Sieg über Warwara Gratschowa rückte sie in die zweite Runde vor, in der sie der späteren Siegerin Ashleigh Barty deutlich unterlag. Ihren bislang größten Erfolg auf der WTA Tour erzielte sie beim Premier-Mandatory-Turnier von Miami. Zwar scheiterte Bronzetti zunächst in der Qualifikation, kam aber als Lucky Loserin ins Hauptfeld und erreichte dort das Achtelfinale. Durch ihren Erfolg wurde sie im Anschluss erstmals unter den 100 Besten der Tennisweltrangliste geführt.
2023 gab Bronzetti beim 3:1-Vorrundenerfolg gegen Frankreich ihren Einstand für die italienische Billie-Jean-King-Cup-Mannschaft, verlor jedoch ihre Doppel-Partie. 2024 trat sie auch im Einzel für Italien im Billie-Jean-King-Cup an.

## Turniersiege

### Einzel
| Nr. | Datum             | Turnier             | Kategorie      | Belag     | Finalgegnerin     | Ergebnis       |
| --- | ----------------- | ------------------- | -------------- | --------- | ----------------- | -------------- |
| 1.  | 4. September 2016 | Sion                | ITF $10.000    | Sand      | Karin Kennel      | 6:3, 7:65      |
| 2.  | 12. November 2017 | Scharm asch-Schaich | ITF $15.000    | Hartplatz | Julia Wachaczyk   | 6:1, 6:2       |
| 3.  | 14. Februar 2021  | Scharm asch-Schaich | ITF W15        | Hartplatz | Nefisa Berberović | 7:64, 6:0      |
| 4.  | 28. März 2021     | Le Havre            | ITF W15        | Sand      | Sara Cakarevic    | 6:3, 6:1       |
| 5.  | 24. April 2022    | Chiasso             | ITF W60        | Sand      | Simona Waltert    | 2:6, 6:3, 6:3  |
| 6.  | 27. Mai 2023      | Rabat               | WTA 250        | Sand      | Julia Grabher     | 6:4, 5:7, 7:5  |
| 7.  | 14. Juli 2024     | Contrexéville       | WTA Challenger | Sand      | Mayar Sherif      | 6:4, 6:74, 7:5 |

### Doppel
| Nr. | Datum            | Turnier   | Kategorie   | Belag        | Partnerin           | Finalgegnerinnen                    | Ergebnis         |
| --- | ---------------- | --------- | ----------- | ------------ | ------------------- | ----------------------------------- | ---------------- |
| 1.  | 9. November 2018 | Cordenons | ITF $15.000 | Sand (Halle) | Anastasia Grymalska | Verena Hofer Maria Vittoria Viviani | 7:5, 7:5         |
| 2.  | 4. Juni 2021     | Grado     | ITF W25     | Sand         | Isabella Schinikowa | Federica Di Sarra Camilla Rosatello | 6:4, 2:6, [10:8] |

## Abschneiden bei Grand-Slam-Turnieren

### Einzel
| Turnier         | 2021 | 2022 | 2023 | 2024 | 2025 | Karriere |
| --------------- | ---- | ---- | ---- | ---- | ---- | -------- |
| Australian Open | —    | 2    | 1    | 1    | 2    | 2        |
| French Open     | —    | 1    | 1    | 1    | 1    | 1        |
| Wimbledon       | —    | 1    | 1    | 1    | 2    | 2        |
| US Open         | Q1   | 1    | 3    | 2    |      | 3        |

Zeichenerklärung: S = Turniersieg; F, HF, VF, AF = Einzug ins Finale / Halbfinale / Viertelfinale / Achtelfinale; 1, 2, 3 = Ausscheiden in der 1. / 2. / 3. Hauptrunde; Q1, Q2, Q3 = Ausscheiden in der 1. / 2. / 3. Qualifikationsrunde; nicht ausgetragen

## Persönliches
Bronzetti wohnt in Villa Verucchio, einem Ortsteil von Verucchio in der Provinz Rimini.